# Bob Kelly (Eishockeyspieler, 1950)
Robert James „Bob“ Kelly (* 25. November 1950 in Port Credit, Ontario) ist ein ehemaliger kanadischer Eishockeyspieler, der im Verlauf seiner aktiven Karriere zwischen 1968 und 1982 unter anderem 938 Spiele für die Philadelphia Flyers und Washington Capitals in der National Hockey League auf der Position des linken Flügelstürmers bestritten hat. Mit den Philadelphia Flyers gewann Kelly in den Jahren 1974 und 1975 jeweils den Stanley Cup.

## Karriere
Kelly verbrachte seine Juniorenzeit zwischen 1968 und 1970 bei den Oshawa Generals in der Ontario Hockey Association, wo er in zwei Spielzeiten insgesamt 107 Spiele absolvierte und dabei 96 Scorerpunkte verbuchte. Im Anschluss an sein zweites Jahr im Juniorenbereich wurde er im NHL Amateur Draft 1970 in der dritten Runde an 32. Stelle von den Philadelphia Flyers aus der National Hockey League ausgewählt.
Der Stürmer schaffte zur Saison 1970/71 auf Anhieb den Sprung ins NHL-Aufgebot der Flyers und erreichte in seiner Rookiespielzeit 32 Punkte. Mit der Verpflichtung von Fred Shero als Cheftrainer im Sommer 1971 erarbeiteten sich die Flyers in den folgenden Jahren den Ruf als sehr körperbetont spielendes Team, das dafür den Beinamen Broad Street Bullies erhielt. Im Kader galt Kelly gemeinsam mit Dave Schultz als einer der besten Enforcers und Pests. Da Shero diese Qualitäten sehr schätzte, erzielte der Angreifer lediglich in einem Spieljahr mehr als 20 Tore. Dafür war er in den Jahren 1974 und 1975 aber maßgeblich an den beiden einzigen Stanley-Cup-Triumphen des Franchises beteiligt.
Nach insgesamt zehn Jahren in Diensten der Flyers strukturierten diese ihr Team im Sommer 1980 neu, wodurch Kelly im Tausch für ein Drittrunden-Wahlrecht im NHL Entry Draft 1982 an die Washington Capitals abgegeben wurde. Beim Hauptstadtklub verbrachte der Kanadier eine für ihn erfolgreiche Spielzeit 1980/81, in der er an der Seite von Dennis Maruk und Mike Gartner mit 26 Toren, 36 Vorlagen und 62 Scorerpunkten jeweils Karrierebestwerte aufstellte. Umso enttäuschender verlief sein zweites Jahr bei den Capitals mit lediglich vier Punkten in 16 Saisoneinsätzen, nachdem es vor der Saison sowohl Wechsel auf den Posten des Cheftrainers als auch General Managers gegeben hatte. Daraufhin kündigte Kelly im Sommer 1982 im Alter von 31 Jahren den laufenden Vertrag und gab seinen sofortigen Rückzug aus dem aktiven Profisport bekannt.

## Erfolge und Auszeichnungen
- 1974 Stanley-Cup-Gewinn mit den Philadelphia Flyers
- 1975 Stanley-Cup-Gewinn mit den Philadelphia Flyers

## Karrierestatistik
(Legende zur Spielerstatistik: Sp oder GP = absolvierte Spiele; T oder G = erzielte Tore; V oder A = erzielte Assists; Pkt oder Pts = erzielte Scorerpunkte; SM oder PIM = erhaltene Strafminuten; +/− = Plus/Minus-Bilanz; PP = erzielte Überzahltore; SH = erzielte Unterzahltore; GW = erzielte Siegtore; 1 Play-downs/Relegation; Kursiv: Statistik nicht vollständig)